# Lionel William Wiglesworth
Lionel William Wiglesworth (* 13. Februar 1865; † 7. Juni 1901 in Suva, Viti Levu, Fidschi) war ein britischer Ornithologe.

## Leben
Wiglesworths Vater James L. Wiglesworth war Kurator von Hanslope-with-Castlethorpe in der Grafschaft Buckinghamshire. Bereits als Kind war Lionel William Wiglesworth ein leidenschaftlicher Vogelbeobachter und Eiersammler. Ausgebildet wurde er an der Trinity School in Old Stratford. Nach dem Tod seines Vaters im Jahr 1882 wurden seine Neigungen von einem Onkel und einer Tante gefördert. 1889 ging er nach Braunschweig, wo er unter der Leitung von Professor Wilhelm Blasius ein zweijähriges Ornithologiestudium betrieb. 1891 wurde er Assistent von Adolf Bernhard Meyer in der ornithologischen Abteilung des Museum für Tierkunde Dresden. Wiglesworths langgehegtes Ziel war es ornithologische Expeditionen auf den Inseln des Pazifiks zu unternehmen. Daraufhin richtete er ein Gesuch an das Committee for the Zoological Exploration of the Sandwich Islands auf Hawaii, das jedoch abgelehnt wurde. Erst im Jahr 1900 erhielt er die Möglichkeit nach Übersee zu gehen und im November 1900 verließ er England, wohin er Ende des 19. Jahrhunderts zurückgekehrt war, mit dem Ziel, die Avifauna der weniger erforschten Inseln Polynesiens zu studieren. Auf Empfehlung von Walter Buller, Philip Lutley Sclater und anderen Fachleuten begann er auf Fidschi. Bald nach seiner Ankunft dort, und im Laufe seiner ersten Reise über die Hauptinsel Viti Levu, hatte er einen ernsten Anfall von Dysenterie, von dem er sich kaum erholt hatte, bevor ihn ein zweiter Anfall völlig niederwarf. Ein medizinischer Berater empfahl ihm, Viti Levu so bald wie möglich zu verlassen und sich in Neuseeland einer Heilbehandlung zu unterziehen. Dafür war es jedoch bereits zu spät. Wiglesworth starb am 7. Juni 1901 im Alter von 36 Jahren.
Gemeinsam mit Adolf Bernhard Meyer beschrieb Wiglesworth mehrere Vogelarten, darunter den Olivflanken-Dickkopf (Hylocitrea bonensis), den Celebeshonigfresser (Myza celebensis), den Celebeslaubsänger (Phylloscopus sarasinorum), den Talaudzwergfischer (Ceyx sangirensis), die Dunkelkinn-Fruchttaube (Ptilinopus subgularis) die Banggaifruchttaube (Ramphiculus subgularis), die Lompobattang-Fruchttaube (Ramphiculus meridionalis) und den Sulawesibrillenvogel (Zosterops anomalus).
Wiglesworth veröffentlichte zwei Bücher: Aves polynesiae: a catalogue of the birds of the Polynesian subregion  (1891) und gemeinsam mit Adolf Bernhard Meyer das zweibändige Werk The birds of Celebes and the neighbouring islands (1898).

## Dedikationsnamen
Ernst Hartert beschrieb 1902 die Unterart Anthreptes malacensis wiglesworthi des Braunkehl-Nektarvogels. 1931 ehrte Ernst Mayr Wiglesworth im Epitheton der Unterart Clytorhynchus vitiensis wiglesworthi des Fidschiwürgermonarchs.